# SQUARE (Fernsehsendung)
Square ist ein Kulturmagazin des Senders ARTE. In den einzelnen Folgen besuchen die jeweiligen Moderatoren jeweils eine Person, wobei das Ganze aber nicht als reines Interview stattfindet, sondern durch Hintergrund- und Zwischenberichte aufgelockert ist. Sie wird jeweils sonntags gegen 11:45 Uhr ausgestrahlt.

## Folgenübersicht
1. Alaa al-Aswani (Moderator: Vincent Josse) Erstausstrahlung: 8. Januar 2012
2. Thomas Ostermeier in Moskau (Moderatorin: Anja Höfer) Erstausstrahlung: 15. Januar 2012
3. Angelin Preljocaj (Moderator: Vincent Josse) Erstausstrahlung: 22. Januar 2012
4. Volker Schlöndorff (Moderatorin: Anja Höfer) Erstausstrahlung: 29. Januar 2012
5. Mike Leigh (Moderator: Vincent Josse) Erstausstrahlung: 12. Februar 2012
6. Agnès Varda in Budapest (Moderator: Vincent Josse) Erstausstrahlung: 19. Februar 2012
7. Ágnes Heller (Moderatorin: Anja Höfer) Erstausstrahlung: 26. Februar 2012
8. Eduard Limonow (Moderator: Vincent Josse) Erstausstrahlung: 4. März 2012
9. Sasha Waltz (Moderatorin: Anja Höfer) Erstausstrahlung: 11. März 2012
10. Daniel Pennac (Moderator: Vincent Josse) Erstausstrahlung: 18. März 2012
11. Yorgos Lanthimos in Athen – (Moderator: Vincent Josse) Erstausstrahlung: 25. März 2012
12. Liao Yiwu in Berlin – (Moderatorin: Anja Höfer) Erstausstrahlung: 1. April 2012
13. Dominique A in Paris – (Moderator: Vincent Josse) Erstausstrahlung: 8. April 2012
14. Danièle Sallenave in Paris – (Moderator: Vincent Josse) Erstausstrahlung: 15. April 2012
15. Sandra Hüller in Berlin – (Moderatorin: Anja Höfer) Erstausstrahlung: 22. April 2012
16. Claudio Magris in Triest – (Moderator: Vincent Josse) Erstausstrahlung: 29. April 2012
17. Monika Maron in Berlin – (Moderatorin: Anja Höfer) Erstausstrahlung: 6. Mai 2012
18. Tony Cragg in Wuppertal – (Moderatorin: Anja Höfer) Erstausstrahlung: 13. Mai 2012
19. Albert Dupontel in Paris – (Moderator: Vincent Josse) Erstausstrahlung: 20. Mai 2012
20. Ulrich Seidl in München – (Moderatorin: Anja Höfer) Erstausstrahlung: 27. Mai 2012
21. Orhan Pamuk in Istanbul – (Moderator: Vincent Josse) Erstausstrahlung: 3. Juni 2012
22. Christian Lacroix in Arles – (Moderator: Vincent Josse) Erstausstrahlung: 10. Juni 2012
23. Daniel Hope in Heiligendamm – (Moderatorin: Anja Höfer) Erstausstrahlung: 17. Juni 2012
24. Boualem Sansal in Paris – (Moderator: Vincent Josse) Erstausstrahlung: 24. Juni 2012
25. Denis Lavant in Paris – (Moderator: Vincent Josse) Erstausstrahlung: 1. Juli 2012
26. Sophie Calle in Avignon – (Moderator: Vincent Josse) Erstausstrahlung: 8. Juli 2012
27. Christophe Honoré in Avignon und Rostrenen – (Moderator: Vincent Josse) Erstausstrahlung: 15. Juli 2012
28. Philippe Djian in Biarritz – (Moderator: Vincent Josse) Erstausstrahlung: 9. September 2012
29. António Lobo Antunes in Lissabon – (Moderator: Vincent Josse) Erstausstrahlung: 16. September 2012
30. Peter Lindbergh in Mailand – (Moderatorin: Anja Höfer) Erstausstrahlung: 23. September 2012
31. Rudy Ricciotti in Paris und Marseille – (Moderator: Vincent Josse) Erstausstrahlung: 30. September 2012
32. Martina Gedeck in Berlin – (Moderatorin: Anja Höfer) Erstausstrahlung: 7. Oktober 2012
33. Isabelle Huppert in Paris – (Moderator: Vincent Josse) Erstausstrahlung: 14. Oktober 2012
34. Ken Loach in London – (Moderator: Vincent Josse) Erstausstrahlung: 21. Oktober 2012
35. Zaha Hadid in Montpellier – (Moderatorin: Anja Höfer) Erstausstrahlung: 28. Oktober 2012
36. JR in New York – (Moderator: Vincent Josse) Erstausstrahlung: 4. November 2012
37. Raimund Hoghe in Wuppertal – (Moderatorin: Anja Höfer) Erstausstrahlung: 11. November 2012
38. Jean-Louis Trintignant in Coutances – (Moderator: Vincent Josse) Erstausstrahlung: 18. November 2012
39. Jacques Tardi in Paris – (Moderator: Vincent Josse) Erstausstrahlung: 25. November 2012
40. Fatih Akın in Hamburg – (Moderatorin: Anja Höfer) Erstausstrahlung: 2. Dezember 2012
41. Hiam Abbass in Ramallah – (Moderator: Vincent Josse) Erstausstrahlung: 9. Dezember 2012
42. Tomi Ungerer in Paris – (Moderator: Vincent Josse) Erstausstrahlung: 16. Dezember 2012
43. Laetitia Casta in Paris – (Moderator: Vincent Josse) Erstausstrahlung: 6. Januar 2013
44. Margarethe von Trotta in München – (Moderatorin: Anja Höfer) Erstausstrahlung: 13. Januar 2013
45. Ingrid Caven in Trouville – (Moderator: Vincent Josse) Erstausstrahlung: 20. Januar 2013
46. Daniel Cohn-Bendit in Frankfurt – (Moderator: Vincent Josse) Erstausstrahlung: 22. Januar 2013
47. Zep in Genf – (Moderator: Vincent Josse) Erstausstrahlung: 27. Januar 2013
48. Robert Carsen in Strassburg – (Moderator: Vincent Josse) Erstausstrahlung: 3. Februar 2013
49. Wong Kar Wai in Paris – (Moderator: Vincent Josse) Erstausstrahlung: 10. Februar 2013
50. Ulrich Matthes in Berlin – (Moderatorin: Anja Höfer) Erstausstrahlung: 17. Februar 2013
51. Pierre Soulages in Paris – (Moderator: Vincent Josse) Erstausstrahlung: 24. Februar 2013
52. Paul Smith in London – (Moderatorin: Anja Höfer) Erstausstrahlung: 3. März 2013
53. Jean Rochefort in Paris – (Moderator: Vincent Josse) Erstausstrahlung: 10. März 2013
54. Elger Esser in Düsseldorf – (Moderatorin: Anja Höfer) Erstausstrahlung: 17. März 2013
55. Amos Oz in Arad – (Moderator: Vincent Josse) Erstausstrahlung: 24. März 2013
56. Peter Stein in Paris – (Moderatorin: Anja Höfer) Erstausstrahlung: 31. März 2013
57. Marco Bellocchio in Rom – (Moderator: Vincent Josse) Erstausstrahlung: 7. April 2013
58. Lyonel Trouillot in Port-au-Prince – (Moderator: Vincent Josse) Erstausstrahlung: 14. April 2013
59. Michel Gondry in Paris – (Moderator: Vincent Josse) Erstausstrahlung: 21. April 2013
60. Reinhard Mey in Berlin – (Moderatorin: Anja Höfer) Erstausstrahlung: 28. April 2013
61. Benjamin Millepied in Los Angeles – (Moderator: Vincent Josse) Erstausstrahlung: 5. Mai 2013
62. Christine Schäfer in Berlin – (Moderatorin: Anja Höfer) Erstausstrahlung: 12. Mai 2013
63. James Gray in Los Angeles – (Moderatorin: Anja Höfer) Erstausstrahlung: 19. Mai 2013
64. Asghar Farhadi in Paris – (Moderator: Vincent Josse) Erstausstrahlung: 26. Mai 2013
65. Jean-François Sivadier in Paris – (Moderator: Vincent Josse) Erstausstrahlung: 2. Juni 2013
66. Anish Kapoor in London – (Moderatorin: Anja Höfer) Erstausstrahlung: 9. Juni 2013
67. Isabella Rossellini in Paris – (Moderator: Vincent Josse) Erstausstrahlung: 14. Juli 2013
68. Ralf König in Köln – (Moderatorin: Anja Höfer) Erstausstrahlung: 23. Juni 2013
69. Stanislas Nordey in Paris – (Moderator: Vincent Josse) Erstausstrahlung: 30. Juni 2013
70. Patrice Chéreau in Paris – (Moderator: Vincent Josse) Erstausstrahlung: 7. Juli 2013